# Waspurakan
Waspurakan (transliterowany również jako Waspuragan) (ormiański: Վասպուրական, Vaspowrakan, w dosłownym tłumaczeniu "szlachetna ziemia" lub "ziemia książąt") – najstarsza i prawdopodobnie największa prowincja starożytnej Armenii. W średniowieczu prowincja ta była osobnym królestwem, którego ziemie koncentrowały się wokół jeziora Wan. Stolicą i centrum regionu było miasto Wan. Waspurakan leżał na terenie dzisiejszej wschodniej Turcji i północno-zachodniego Iranu. Ziemie te uważane są za kolebkę ormiańskiej cywilizacji.
Od IX wieku p.n.e. Waspurakan wchodził w skład Urartu. W VI wieku p.n.e., po perskim podboju ziemie te znalazły się pod władzą armeńskiego satrapy. Od 189 roku stanowiły część królestwa Armenii, później zaś rządzone były przez armeńskich Arsacydów. Po podziale ziem ormiańskich między Cesarstwo Rzymskie i Persję w 387 roku Waspurakan wszedł w skład Persarmenii, by potem, w VIII wieku znaleźć się pod panowaniem arabskim. W czasach rządów islamskich władców doszło tam do wielu rebelii tak że od 885 roku Waspurakan uzyskał niepodległość i stał się samodzielnym państwem.
Przez większą część istnienia rządził tu ród Ardzruni, którego członkowie stworzyli podwaliny pod niezależną państwowość Waspurakanu. W czasie największego rozwoju terytorialnego, w 908 roku, królestwo obejmowało ziemie między jeziorem Wan a jeziorem Urmia. W tym samym roku kalif bagdadzki uznał Gagika I królem całej Armenii, chcąc w ten sposób uderzyć w niepokornych Bagratydów, władających dużą częścią armeńskich ziem. Do eskalacji konfliktu między rodami jednak nie doszło, Gagik wkrótce porozumiał się z Aszotem II. W 1021 roku król Seneqerim oddał swe ziemie Bizancjum, otrzymując w zamian ziemie w Sebastei.
Krótko po aneksji Waspurakanu przez Bizancjum ziemie te zostały opanowane przez Turków seldżuckich. W XIII wieku część dawnego królestwa Ardzrunich została oswobodzona przez Zakarydów, ale krótko potem znalazła się pod władzą Mongołów a następnie Turków osmańskich.